# Petalocephala pullata
Petalocephala pullata är en insektsart som beskrevs av Evans 1969. Petalocephala pullata ingår i släktet Petalocephala och familjen dvärgstritar. Inga underarter finns listade i Catalogue of Life.